# ATC-kod M02: Utvärtes medel vid led- och muskelsmärtor
ATC-kod M02: Utvärtes medel vid led- och muskelsmärtor är en del av klassificeringssystemet ATC (Anatomical Therapeutic Chemical Classification System) för läkemedel och vissa andra medicinska produkter. ATC utvecklas av WHO och består av alfanumeriska koder indelade i grupper utifrån anatomi, medicinsk funktion och läkemedelstyp på 5 olika kodnivåer. Denna sida utgör innehållet i en specifik grupp på nivå 2.

## M02A Utvärtes medel vidled- ochmuskelsmärtor

### M02AA Icke-steroida antiinflammatoriska/antireumatiska medel för utvärtes bruk
M02AA01 Fenylbutazon
M02AA02 Mofebutazon
M02AA03 Klofezon
M02AA04 Oxyfenbutazon
M02AA05 Benzydamin
M02AA06 Etofenamat
M02AA07 Piroxikam
M02AA08 Felbinak
M02AA09 Bufexamak
M02AA10 Ketoprofen
M02AA11 Bendazak
M02AA12 Naproxen
M02AA13 Ibuprofen
M02AA14 Fentiazak
M02AA15 Diklofenak
M02AA16 Feprazone
M02AA17 Niflumsyra
M02AA18 Meklofenamsyra
M02AA19 Flurbiprofen
M02AA21 Tolmetin
M02AA22 Suxibuzon
M02AA23 Indometacin
M02AA24 Nifenazon
M02AA25 Aceklofenak

### M02ABCapsicum-preparat och liknande medel
M02AB01 Kapsaicin
M02AB02 Zukapsaicin

### M02ACSalicylsyraderivat
Inga undergrupper.

### M02AX Övriga utvärtes medel
M02AX02 Tolazolin
M02AX03 Dimetylsulfoxid
M02AX10 Övriga utvärtes medel vid led- och muskelsmärtor

### Engelska
- WHO Collaborating Centre for Drug Statistics Methodology - ATC Index
- WHO Collaborating Centre for Drug Statistics Methodology - ATCvet Index

### Svenska
- SIL online
- FASS.se - ATC
- FASS.se - Veterinär-ATC
- Sök läkemedelsfakta - Läkemedelsverket
- Socialstyrelsen : Klassifikationer
- Nationellt produktregister för läkemedel - NPL